# Siphlonurus autumnalis
Siphlonurus autumnalis är en dagsländeart som beskrevs av Mcdunnough 1931. Siphlonurus autumnalis ingår i släktet Siphlonurus och familjen simdagsländor. Inga underarter finns listade i Catalogue of Life.